# ソーシソン

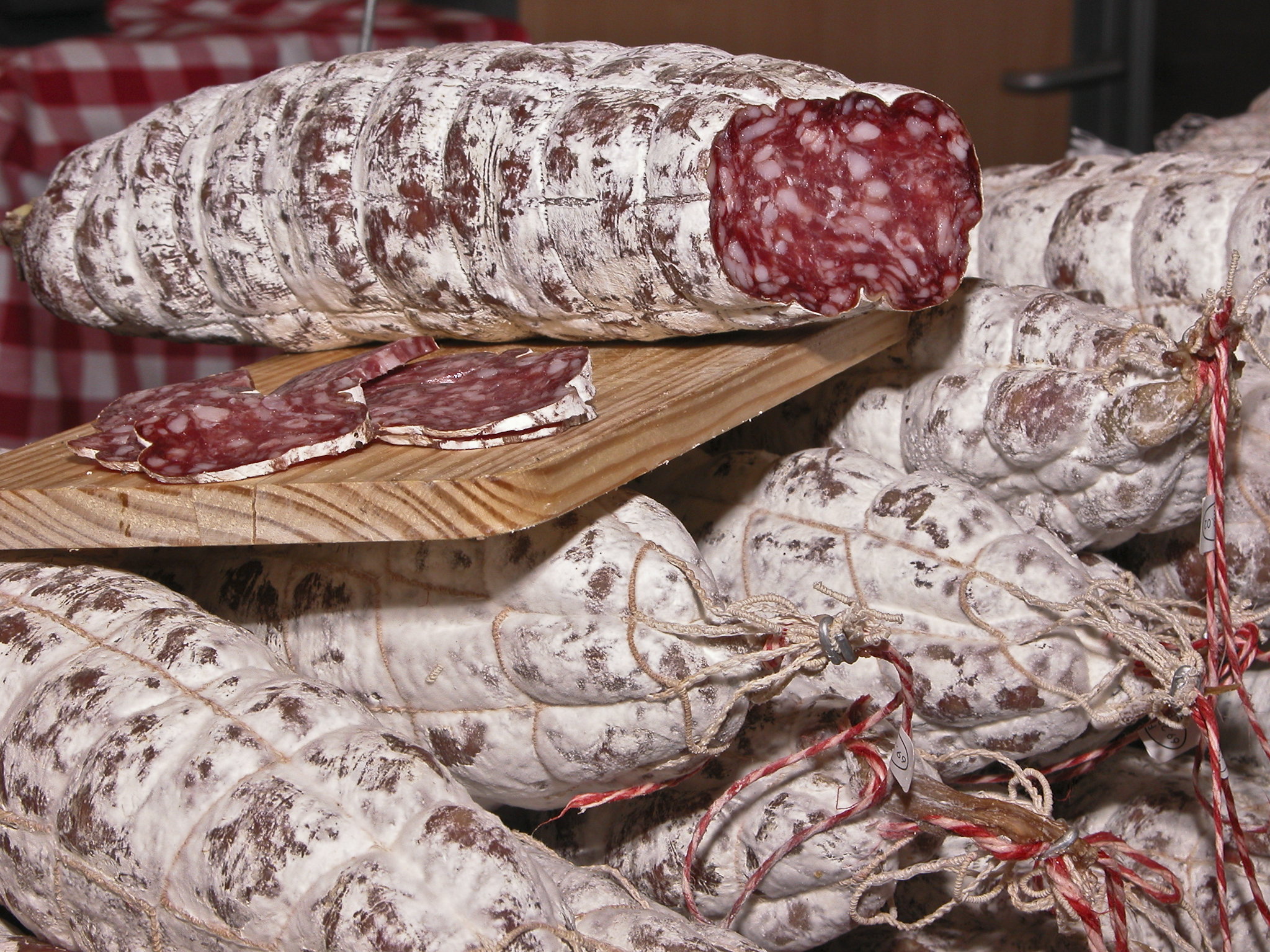
ソーシソンの例（ロゼット・ド・リヨン）

ソーシソン（フランス語: saucisson）はフランスのソーセージの一種。
フランスでは薄く切って加熱せずに食べるタイプのソーセージをソーシソンと呼ぶ。煮る、焼くなど調理して食べるソーセージはソーシース、またはソシスと呼んで区別している。ただし、ソーシソンであってもソーシソン・ド・リヨンにように煮てから食べるソーシソンもある。

## ソーシソンの例
- ソシソン・セック（saucisson sec） - ドライソーセージ。単にソシソンと呼ばれることもある[3]。
- saucisson de montagne[2]
- ロゼット (ソーセージ)（フランス語版）[2] - リヨンのソーセージ。ソーシソン・ド・リヨンより肉の挽き方は粗いが脂身は細かい。ソーシソン・ド・リヨンより人気が高い。フランス全土で作られるようになったため、リヨン産のものは「ロゼット・ド・リヨン」とも呼ぶ[4]。

イタリアが原産のサラミ、モルタデッラもソーシソンに分類される。

## ソーシソン・メソッド
地中のトリュフを収穫するのに豚や犬を利用する手法がある。豚の場合はトリュフの香りが雄豚のフェロモンに似ているため雌豚を使用するが、犬の場合には訓練が必要となってくる。ソーシソンの薄切りにトリュフをなすりつけたり、トリュフのエキスに浸して犬に与えることで、犬にトリュフの香りを覚えさせるのである。この手法を「ソーシソン・メソッド」と呼ぶ。